# This Boy
This Boy (Lennon/McCartney) är en låt av The Beatles från 1963.

## Låten och inspelningen
Denna låt var en medveten pastisch på 50-talet Doo-wop och blev ett populärt konsertnummer då John, Paul och George sjöng den tätt tillsammans vid mikrofonen – en manlig motsvarighet till de amerikanska tjejbanden. Låten spelades in vid en snabb session 17 oktober 1963 då man även spelade in a-sidan I Want to Hold Your Hand (samt gjorde pålägg på You Really Got A Hold On Me). I England släpptes den tillsammans med I Want to Hold Your Hand 29 november och i USA utgavs den 20 januari 1964 på en LP vid namn ”Meet the Beatles”.
This Boy är komponerad av John Lennon.